# Монтенеро ди Бизача
Монтенеро ди Бизача (итал. Montenero di Bisaccia) је насеље у Италији у округу Кампобасо, региону Молизе.
Према процени из 2011. у насељу је живело 5508 становника. Насеље се налази на надморској висини од 176 м.

## Становништво
| 1931. | 1936. | 1951. | 1961. | 1971. | 1981. | 1991. | 2001. | 2011. |
| ----- | ----- | ----- | ----- | ----- | ----- | ----- | ----- | ----- |
| 6.067 | 6.850 | 8.151 | 7.200 | 6.757 | 7.310 | 7.137 | 6.698 | 6.649 |